# Indigofera eremophila
Indigofera eremophila là một loài thực vật có hoa trong họ Đậu. Loài này được Thulin miêu tả khoa học đầu tiên.